# Marian Jezus Euse Hoyos
Marian Jezus Euse Hoyos, właśc. hiszp. Mariano de Jesús Euse Hoyos (ur. 14 października 1845 w Yarumal, zm. 13 lipca 1926 w Angosturze w Antioquia) – pierwszy rodowity Kolumbijczyk ogłoszony błogosławionym przez Kościół rzymskokatolicki, asceta i duchowny katolicki.
Urodził się w bardzo religijnej rodzinie, jako pierwszy z siedmiorga dzieci swoich rodziców. W 1860 roku wstąpił do Kolegium św. Józefa w Marinilla (katolickie gimnazjum), które ukończył z dobrymi wynikami, a potem wstąpił do seminarium w Medellínie. 14 lipca 1872 roku otrzymał święcenia kapłańskie. Pracował najpierw jako wikariusz w parafii swego wuja w San Pedro, a po jego śmierci przeniesiono go do Yarumal (1876), następnie do Angostury (1878). 21 stycznia 1882 został proboszczem tej ostatniej.
Zmarł w wyniku choroby w opinii świętości.
Został beatyfikowany przez papieża Jana Pawła II w dniu 9 kwietnia 2000 roku.
Wspomnienie liturgiczne bł. Mariana obchodzone jest w dzienną pamiątkę śmierci.